# Africa (canção)
"Africa" é uma canção da banda de rock Toto e uma das músicas mais conhecidas da banda. Ela foi incluída em seu álbum Toto IV, de 1982, e alcançou o número um nos gráficos da Billboard Hot 100 em fevereiro de 1983, e número três no UK Singles Chart do mesmo mês. A canção foi escrita pelo tecladista e vocalista David Paich e o baterista Jeff Porcaro. Em 17 de maio de 2013, a canção re-entrou na parada de singles da Nova Zelândia após uma ausência de 30 anos, para chegar a um novo pico de número 5, depois que ele chegou ao número 8 em 14 de novembro de 1982. Um sucesso melhor foi alcançada nos gráficos digitais do iTunes na Nova Zelândia, onde a "Africa" alcançou o número 1.

## Cultura popular
A música "Africa" se tornou um meme de internet após sua aparição em um episódio de South Park, e também como uma comemoração de 35 anos do lançamento da música. Quando referenciada, o meme elogia a música e a sensação de nostalgia que a música evoca.